# Moio de' Calvi
Moio de' Calvi är en ort och kommun i provinsen Bergamo i regionen Lombardiet i Italien. Kommunen hade 205 invånare (2018).